# Николо-Вяжищский монастырь
Нико́ло-Вяжи́щский монастырь — ставропигиальный женский монастырь Русской православной церкви. Расположен рядом с деревней Вяжищи Новгородского района Новгородской области.

## В Новгородской республике
Основан в конце XIV века иноками Евфросином, Игнатием и Галактионом. Первое упоминание в летописи — 1411 год.
В 1411 году построен Никольский собор (из дерева), в 1417 году в летописях упоминается строительство нового храма (прежний, вероятно, сгорел). В 1419 году был сооружён надвратный деревянный храм в честь преподобного Антония Великого. В 1458 году в обители был погребён её постриженник, архиепископ Новгородский Евфимий, вскоре причисленный к лику местночтимых святых (общецерковное почитание установлено в 1549 году).

## Строительство существующих зданий
В XVII веке монастырь пользовался покровительством первых царей из династии Романовых. В 1670—1680-х годах к нему были приписаны Николаевский Понедельский и Спасский Сяберский монастыри. Инициатором радикальной перестройки монастыря в конце XVII века был Боголеп Саблин (с 1683 по 1697 год — настоятель Николо-Вяжищского монастыря), которого современники характеризовали как человека честолюбивого, хорошо известного в Москве и имеющего тесные связи в среде высшего духовенства. Существует устойчивое мнение, что Боголеп разделял идеи Никона, уже лишённого патриаршего сана и скончавшегося к этому времени. В борьбе за преобладание духовной власти над светской Никон стремился создавать строения, которые по размерам, архитектурным формам и отделке превосходили бы царские. В осуществлении замыслов Боголепа мог участвовать и митрополит Новгородский Евфимий. Евфимий был знаком с Никоном, разделял его взгляды, любил пышность и помпезность.
Строители в Вяжищах были приглашены, вероятно, из Москвы. Столичные мастера учли специфику новгородских условий и особенности новгородской архитектуры. В зданиях сочетаются московская пышность с новгородской строгостью.

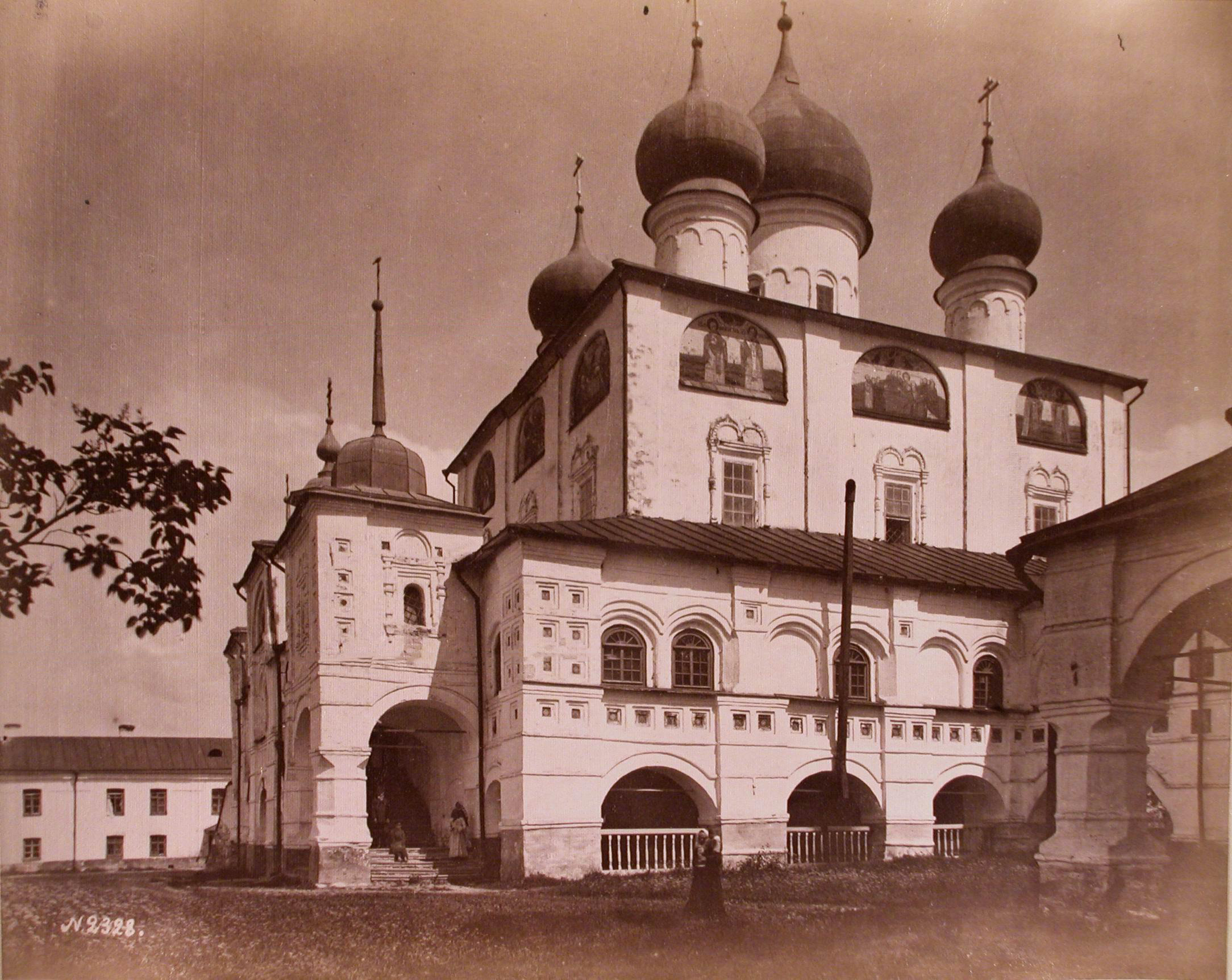
Вид верхнего храма в честь свят.Николая, 1890-е годы.

До наших дней сохранились постройки конца XVII века: Никольский собор (во имя святителя Николая, архиепископа Мир Ликийских) (1681—1683 годы, освящен в 1685 году митрополитом Новгородским Корнилием), трапезная с церквями Святого Апостола и Евангелиста Иоанна Богослова и Вознесения Господня (1694—1698), галерея, соединяющая их и имеющая два парадных крыльца. В начале XVIII века в северной части монастыря были построены два каменных корпуса: двухэтажный с кельями для братии и одноэтажный хозяйственный корпус. Первоначально монастырский ансамбль окружала деревянная ограда. В начале XIX века её заменила каменная.
Никольский собор представляет собой двухэтажную трёхапсидную пятиглавую постройку, с южной и северной сторон она имеет каменные галереи со сводами. С западной стороны фасада находится крыльцо с двумя «полатками», которые увенчаны шатрами (они были утрачены и восстановлены на основе описи 1698 года). Декоративное убранство и сам тип постройки обнаруживают стилистическое сходство с храмами в Поволжье. В полукруглых нишах по верхней части фасада храма сохранились росписи XIX века. Краски накладывались на кирпичную поверхность, поэтому фигуры словно проявляются через поверхность стены. В 1691 году нижний храм собора над могилой святителя Евфимия Новгородского, был освящен в его честь. Здесь находились его мощи и вериги. В настоящее время обе церкви действующие.
В восточной части трапезной располагались две церкви: церковь во имя апостола и евангелиста Иоанна Богослова (освящена 8 декабря 1702 года) и церковь в честь Вознесения Господня (освящена 2 декабря 1708 года). Церковное крыло здания должны были венчать пять глав, но во время бури 1698 года ненастье снесло кровлю, и храм после восстановительных работ в 1702 году получил одноглавое завершение. Пятиглавие было восстановлено только после проведения реставрационных работ в 2005 году. Трапезная палата, находящаяся на высоком подклете, соединяет церковь с Никольским собором. Подклет использовался для хозяйственных помещений — погребов и кладовых. В западной части здания находились настоятельские покои. Над ними в 1708 году была сооружена восьмигранная двухъярусная колокольня, над которой возвышаются пять глав. В настоящее время обе церкви трапезной находятся в стадии реставрационных работ и богослужение там не проводится.
Особенностью построек конца XVII века является использование цветных изразцов — ленточными фризами они опоясывают здание монастыря, украшают наличники окон. На небольших изразцах изображались цветочные букеты в вазе или геометрические фигуры. Более крупные изразцы разнообразны по рисунку. На них изображены единорог, лев, конь, двуглавый орёл, крест… Изразцы, изображающие животных, одинаковы по окраске: фон бирюзовый, тело жёлтое, грива, хвост, копыта окрашены в белый, синий или коричневый цвета. Наиболее красочно изразцовое убранство трапезной, а особенно — церкви Иоанна Богослова. Нижний ярус трапезной, где размещались служебные и хозяйственные помещения, лишён изразцов, все они украшают верхние пространства здания. Вопрос происхождения изразцов не решён. Они могли изготавливаться в мастерской при Валдайском монастыре, могли быть привезены из Москвы или Ярославля, возможно, были местного новгородского производства.
Изразцовые сюжеты Николо-Вяжищского монастыря

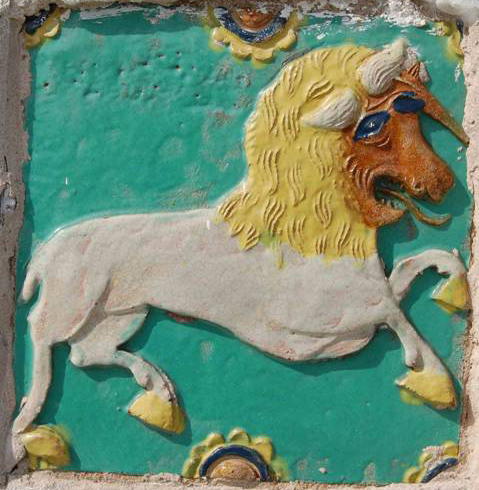
Единорог
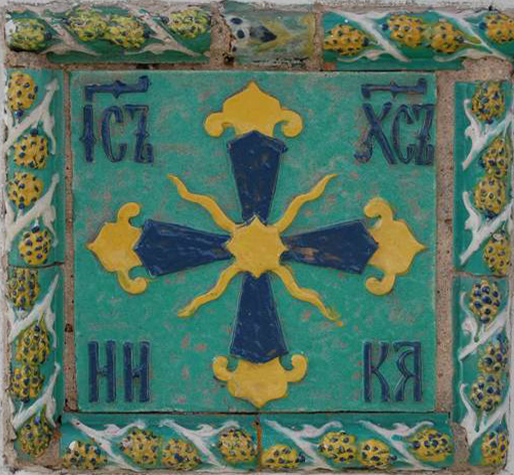
Крест
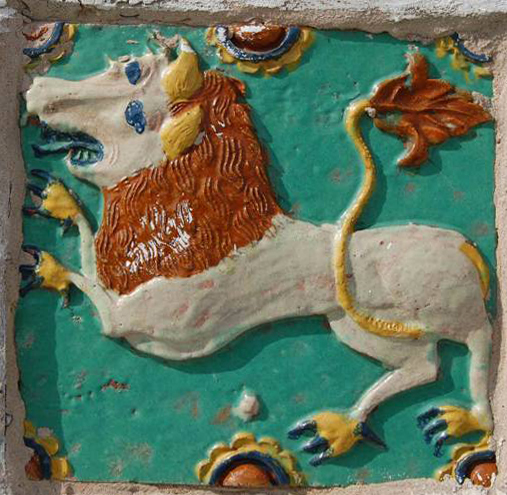
Лев

## Последующие годы

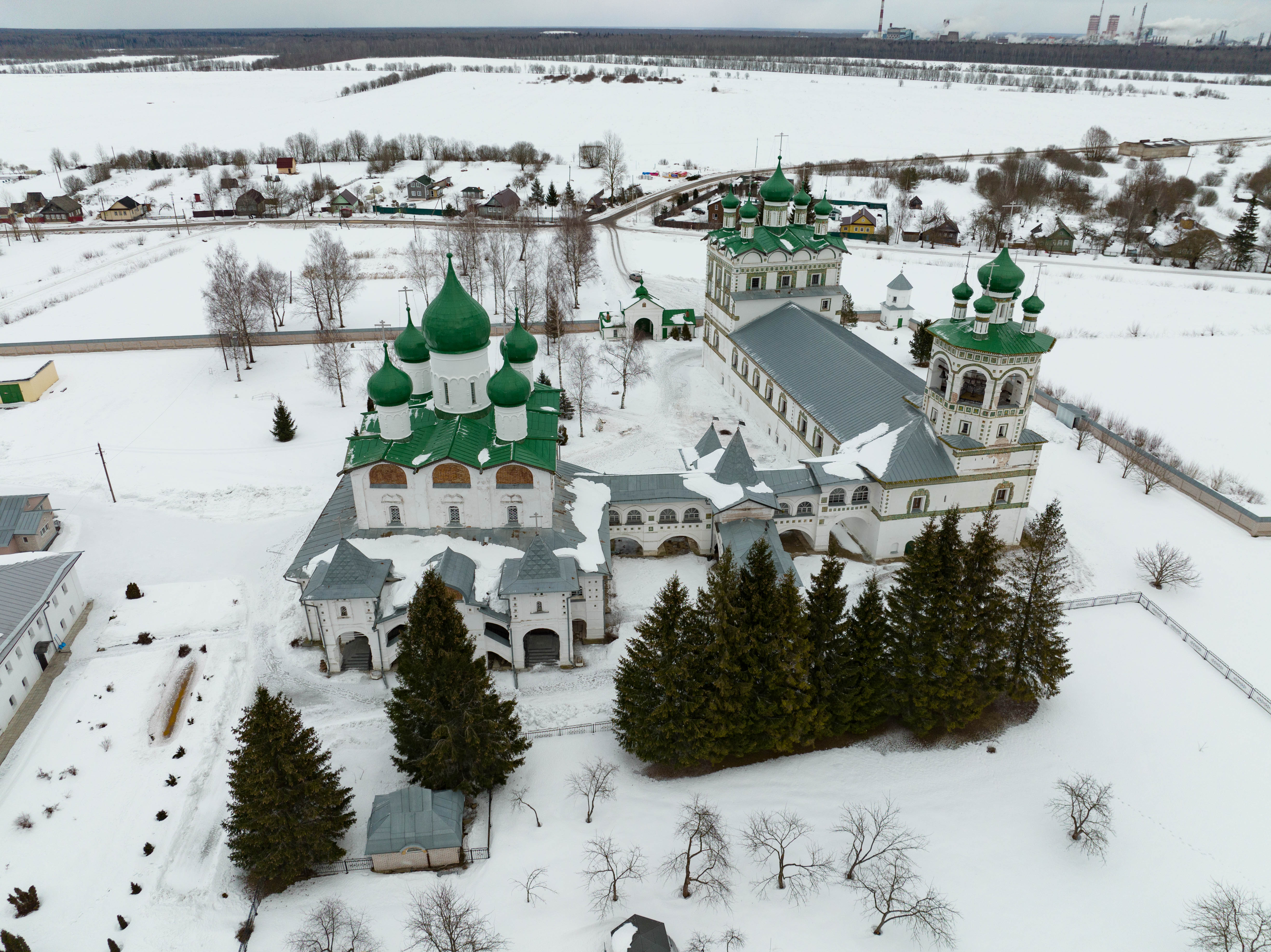
Вяжищи, монастырь сверху зимой. 2022 год.

По штатам 1764 года Николо-Вяжищский монастырь включили в число второклассных; все его земли были секуляризованы. В XVIII—XIX веках при монастыре действовала тюрьма.
В 1920 году монастырь был закрыт и отошёл к местному колхозу. На втором этаже трапезной палаты располагалась школа. В Никольском соборе богослужения продолжались ещё около 15 лет. Настоятель монастыря архимандрит Серафим (Велицкий) в 1920 году был рукоположён во епископа Крестецкого, викария Новгородской епархии.
Здания монастыря сильно пострадали в годы Великой Отечественной войны. В 1958 году под руководством архитектора-реставратора Леонида Красноречьева в монастыре начались обмерные и исследовательские, а с 1964 года по начало 1990-х — реставрационно-восстановительные работы.
В 1988 году Николо-Вяжищский монастырь был возвращен церкви. 31 марта 1990 года митрополит Новгородский и Ленинградский Алексий (Ридигер) совершил освящение нижнего храма в честь святителя Евфимия, архиепископа Новгородского. Монастырь стал женским и с 1995 года ставропигиальным.

## Список построек

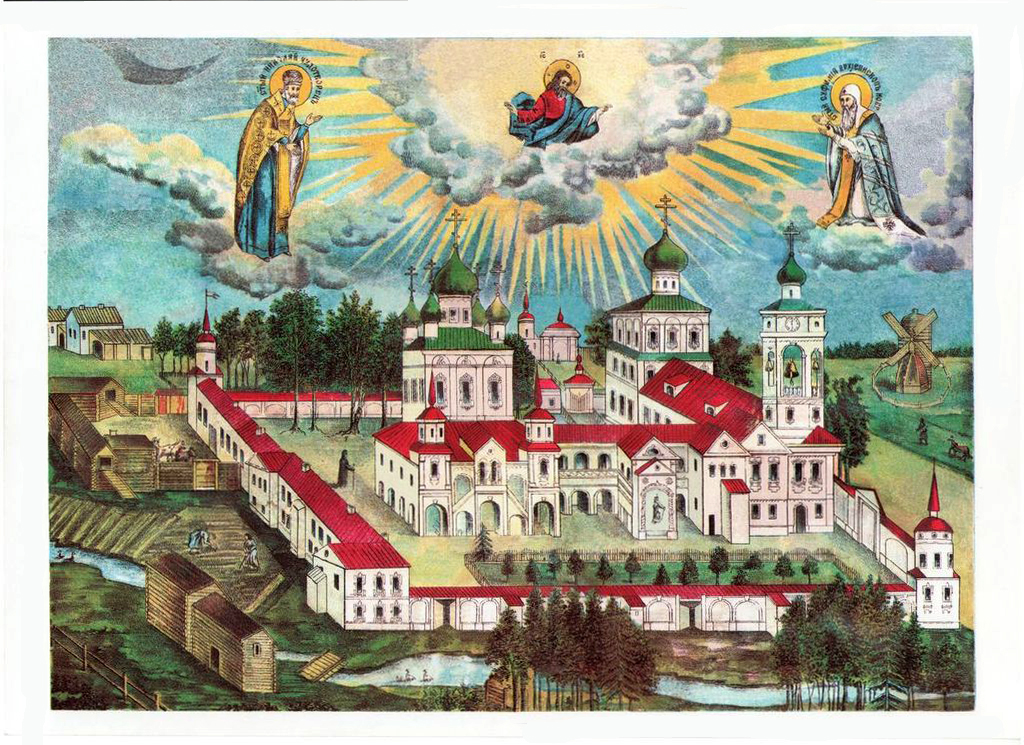
Вяжищский монастырь в XIX веке (рисунок)

1. Соборная церковь Николая Чудотворца и Евфимия Вяжищского
2. Церковь Иоанна Богослова с трапезной церковью Вознесения Господня
3. Галерея-переход с крыльцами
4. Святые врата (XIX век)
5. Стены ограды (XIX век)
6. Северо-восточная башня ограды (XIX век)
7. Юго-восточная башня ограды (XIX век)
8. Южная башня ограды (XIX век)
9. Хозяйственные (проездные) ворота
10. Западные ворота
11. Келейный корпус (XVIII век)
12. Монастырская постройка
13. Хозяйственная постройка
14. Жилые, служебные и хозяйственные постройки
15. Некрополь
16. Пруды
17. Хозяйственная территория (огороды)

## Настоятельницы
- с 2024 года — игуменья Антония (Корнеева)